# Schachermayer-Großhandelsgesellschaft
Die Schachermayer GmbH, bis Ende Jänner 2023 Schachermayer-Großhandelsgesellschaft m.b.H., ist ein europaweit tätiges Großhandelsunternehmen für holz- und metallbearbeitende Betriebe, Industrie und Handel. Das eigentümergeführte Familienunternehmen besteht seit dem Jahre 1838 und wird in der sechsten Generation mit Hauptsitz in Linz in Österreich geführt.

## Geschichte
Im Jahr 1838 gründete Joseph Schachermayr eine Schlosserei in Linz, was seitens des Unternehmens als Ausgangspunkt der Firmengeschichte gesehen wird. Unter der Leitung seines Enkels Rudolf Schachermayer Senior wurden 1910 erstmals Versandkataloge eingeführt.
Heinz Schachermayer zeichnete von 1947 bis 1982 verantwortlich, gestaltete gemeinsam mit seinem Bruder Rudolf Schachermayer Junior den Wiederaufbau in der Nachkriegszeit und expandierte in Österreich. Zu dieser Zeit wurde die Rechberger KG in Linz/Urfahr erworben, somit entstand die Unternehmensgruppe Schachermayer/Rechberger durch Übernahme der 1885 von Johann Rechberger in Linz gegründeten und nach ihm benannte Handelsgeschäft für Porzellan und Geschirr. Zudem wurde die Niederlassung in Wien gegründet sowie das Großhandelshaus in der Linzer Lastenstraße.
Roland Schachermayer führte das Unternehmen von 1982 bis 2008 und führte es auf den internationalen Markt. In den 1990er Jahren nutzte man die Öffnung des Ostens und expandierte. In Budapest wurde 1992 die erste Auslandsniederlassung eröffnet. Es folgten die Tschechische Republik, die Slowakei, Slowenien, Kroatien, Polen, Bosnien und Herzegowina, Serbien, Rumänien, Italien und Deutschland.
Seit 2008 führen die Brüder Gerd und Josef Schachermayer das Familienunternehmen in der sechsten Generation.

## Unternehmen
Die Gesellschaft hat ihren Hauptsitz in Linz und verfügt über lagerführende Niederlassungen in Ungarn, Tschechien, der Slowakei, Slowenien, Kroatien, Polen, Bosnien und Herzegowina, Serbien und Rumänien sowie über Vertriebsbüros in Italien und Deutschland mit Direktlogistik aus dem Linzer Zentrallager.
Das Sortiment umfasst über 100.000 Lagerartikel für Gewerbe, Industrie und Handel, die sich u. a. auf Produktsparten wie Bau- und Möbelbeschläge, Metalle, Baufertigteile, Küchengeräte, (Elektro-)Werkzeuge, Maschinen für Holz- und Metallbearbeitung sowie Gebrauchtmaschinen aufteilen.